# Csun-csiu
A Csun-csiu (Chunqiu) (Tavasz és ősz) ókori kínai történeti mű, amelyről a Keleti Csou (Zhou)-dinasztia első fele, az i. e. 722-től - i. e. 481-ig terjedő időszak a nevét is kapta. Egyike a legjelentősebb és legkorábbi történeti műveknek, amely Lu 鲁 állam egymást követő tizenkét fejedelmének (kung (gong) 公) uralkodás alapján, kronologikus sorrendben tárgyalja a kínai ókor majd két és fél évszázadának történetét. A hagyomány Konfuciusznak tulajdonítja a szerzőségét, épp ezért a konfuciánus kánont alkotó Öt klasszikus egyike. A történelem során, még az ókorban öt kommentár is született hozzá, melyek közül három ma is létezik. A leghíresebb és legfontosabb kommentárja a Co csuan (Zuo zhuan) 《左傳》.

## Címe
A mű címében szereplő két írásjegy, a 春 csun (chun) és a 秋 csiu (qiu) jelentése: „tavasz és ősz” vagy „tavaszok és őszök”, ami így együtt, metonímiát alkotva az évszakok egymást követő váltakozására utal, és így az „év” vagy „esztendők” jelentéssel rendelkezik.
A kínai történelemmel, irodalommal kapcsolatos magyar nyelvű könyvek, tanulmányok hivatkozásaiban általában a Tavasz és ősz, Tavasz és ősz krónikája, vagy Tavaszok és őszök krónikája címen fordítják.
Csun-csiu (Chunqiu)ból magyarul egyelőre csak két rövidebb szemelvény olvasható, amelyet a Co csuan (Cuo zhuan) tartalmaz Csongor Barnabás és Hamar Imre fordításában.

## Szerzősége, keletkezési kora
A híres konfuciánus filozófus, Meng-ce (Mengzi) (i. e. 372–i. e. 289) volt az első, aki azt állította, hogy a Csun-csiu (Chunqiu) szerzője maga Konfuciusz. A Konfuciusznak tulajdonított további négy művel együtt be is sorolták a konfuciánus kánonba, és Kína legnagyobb, legjelentősebb bölcsének szerzőségét egészen a 20. századig nem is kérdőjelezték meg. A szöveg modern kori kutatói azonban inkább hajlanak arra az álláspontra, hogy jól lehet, Konfuciusznak jelentős szerepe volt a szöveg végleges megformálásába, de feltehetően a már korábban létezett Lu állambeli krónikák, történeti feljegyzések összevonásával, egybe szerkesztésével jött létre.

## Kommentárjai
Mivel az eredeti mű nyelvezete rendkívül tömör és szikár ezért az értelmezéséhez rendkívül hasznosak a korai kommentárok, szövegmagyarázatok. A legkorábbi bibliográfiák tanúsága szerint a krónikához eredetileg öt különböző szerző is készített kommentárt.
- Cou (Zou) kommentárja (Cou si csuan (Zou shi zhuan) 《鄒氏傳》) 11 kötet (csüan (juan) 卷)
- Csia si (Jia shi) kommentárja (Csia si csuan (Jia shi zhuan) 《夾氏傳》) 11 kötet
- Kung Jang (Gong Yang) kommentárja (Kung Jang csuan (Gong Yang zhuan) 《公羊傳》) 11 kötet
- Ku Liang (Gu Liang) kommentárja (Ku Liang csuan (Gu Liang zhuan) 《榖梁傳》) 11 kötet
- Co si (Zuo shi) kommentárja (Co si csuan (Zuo shi zhuan) 《左氏傳》) 30 kötet

A Co (Zuo)-féle kommentár mellett máig fennmaradt és ismert az i. e. 2. században összeállított Kung Jang (Gong Yang)- (公羊) és a Ku (Gu) Liang- (穀梁) féle kommentár is. Ezeket ma együtt a „Tavasz és ősz három kommentárja” néven emlegetik. A másik két kommentár elveszett, csak a szerzőjük neve ismert: Cou si (Zou shi) (鄒氏) és Csia si (Jia shi) (夾氏).

## Tartalma, szerkezete
A Csun-csiu (Chunqiu) a Keleti Csou (Zhou)-dinasztia első felének, az i. e. 722-től - i. e. 481-ig terjedő időszakának, vagyis a mű címe után később elnevezett Tavasz és ősz korszak történetét dolgozza fel kronologikus sorrendben, Konfuciusz szülőföldje, Lu 鲁 állam egymást követő tizenkét fejedelmének (kung (gong) 公) uralkodása alapján. A nyelvezete rendkívül tömör, száraz, lakonikus, csupán a puszta tényeket közli, minden különösebb magyarázat nélkül. A mintegy 16-18 ezer írásjegy terjedelmű szöveg ilyen és ehhez hasonló passzusokból épül fel:

„(I. e. 683-ban) tavasszal, a királyi naptár első hónapjában a fejedelem (kung (gong)) vereséget mért Csi (Qi) seregére Csangsao (Changshao)ban.”

A Csun-csiu (Chunqiu) teljes szövegében jól érezhető a szándékolt moralizálás, amely azt a célt szolgálja, hogy szemléletesen, sőt kényszerítő módon megmutassa az olvasónak az erény ideálját és a bűn megtestesülését, azoknak a sikereit, akik a „helyes úton” jártak és azoknak a dicstelen bukását, akik a hamis utat választották.